# Sino Japanese clade
Sino Japanese clade è una denominazione provvisoria per una sottotribù di piante spermatofita monocotiledone di bambù appartenente alla famiglia Poaceae (ordine delle Poales).

## Descrizione

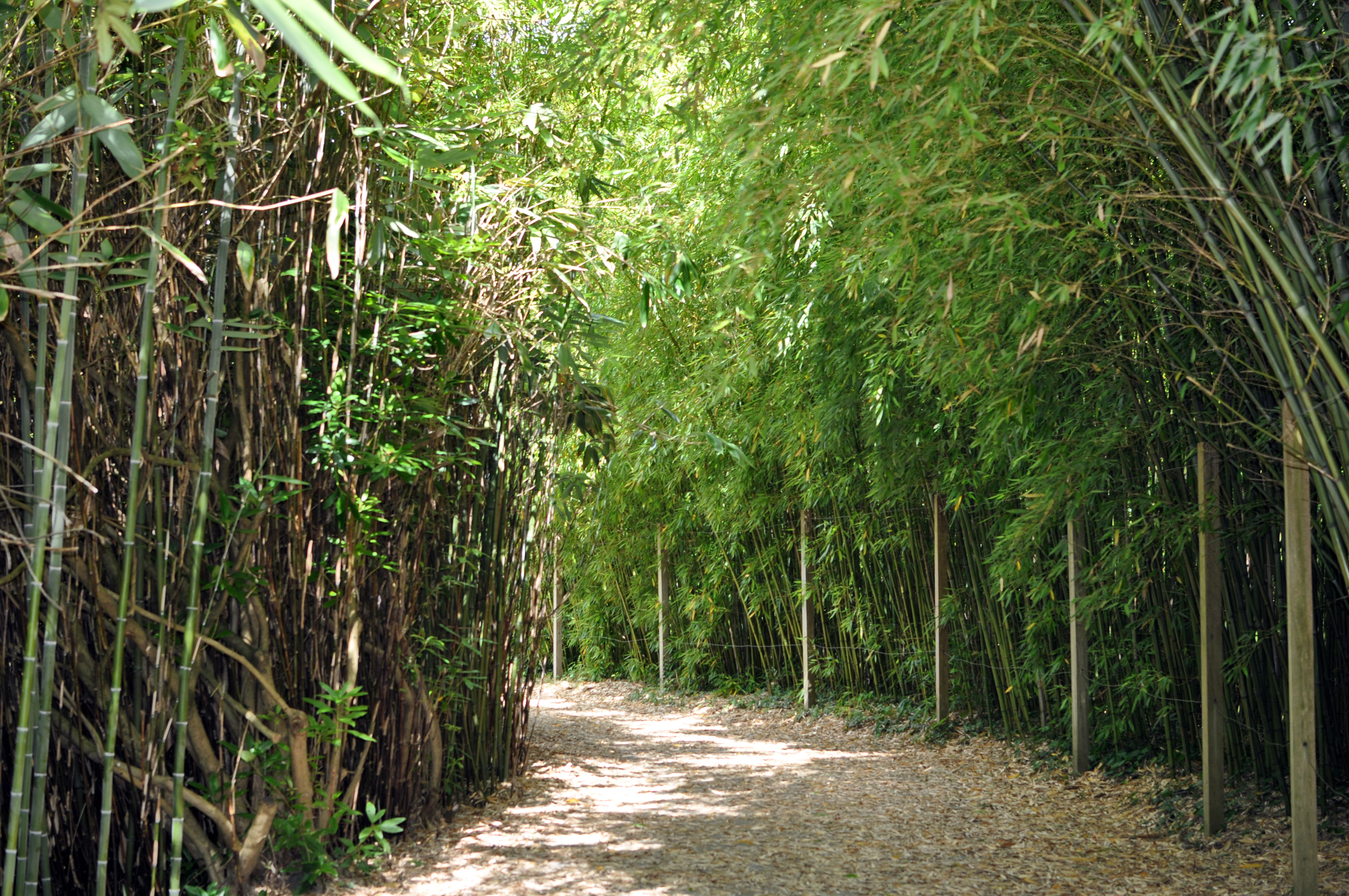
Il portamento
Pleioblastus chino

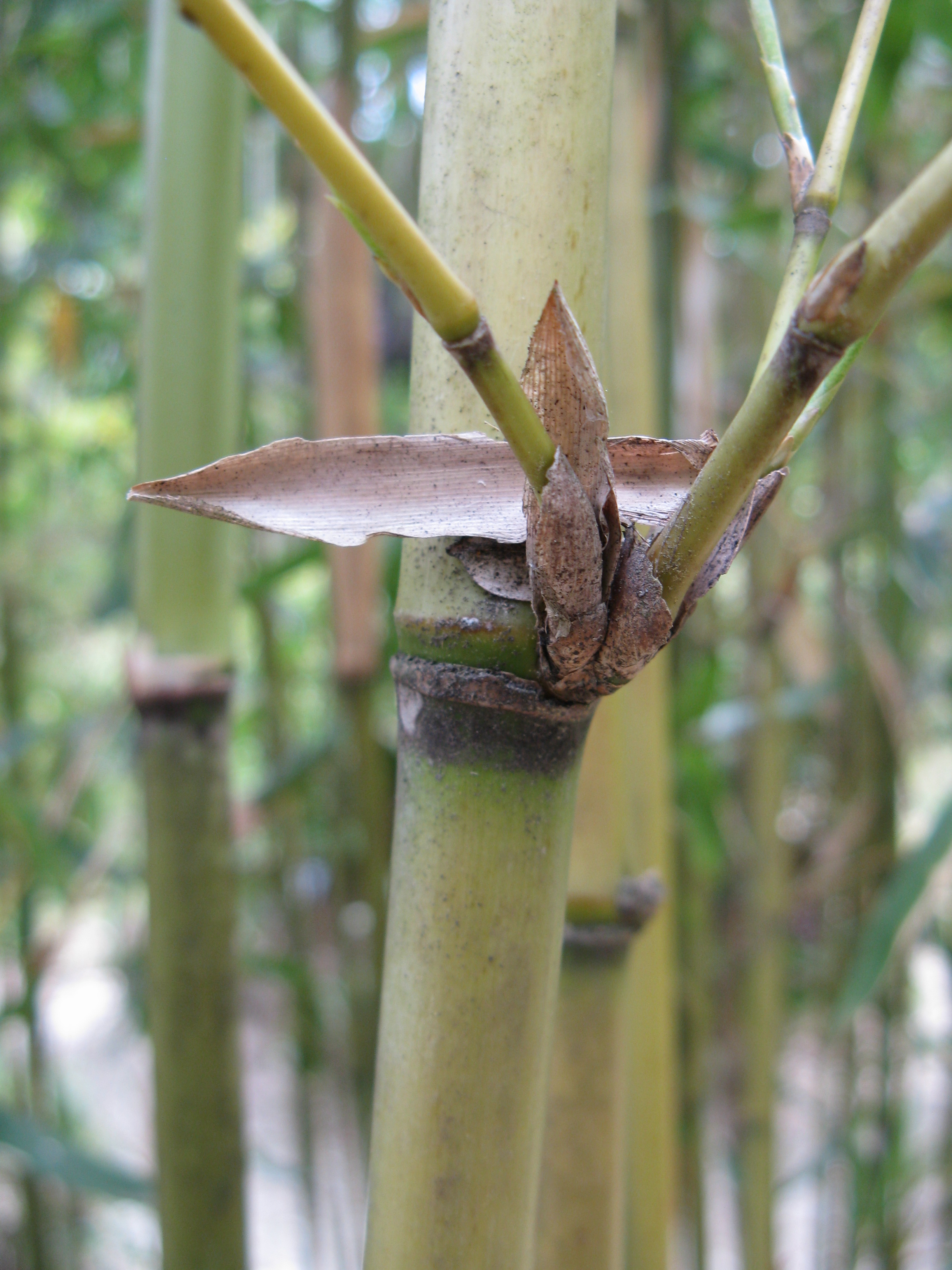
Culmo con rami laterali
Semiarundinaria yashadake

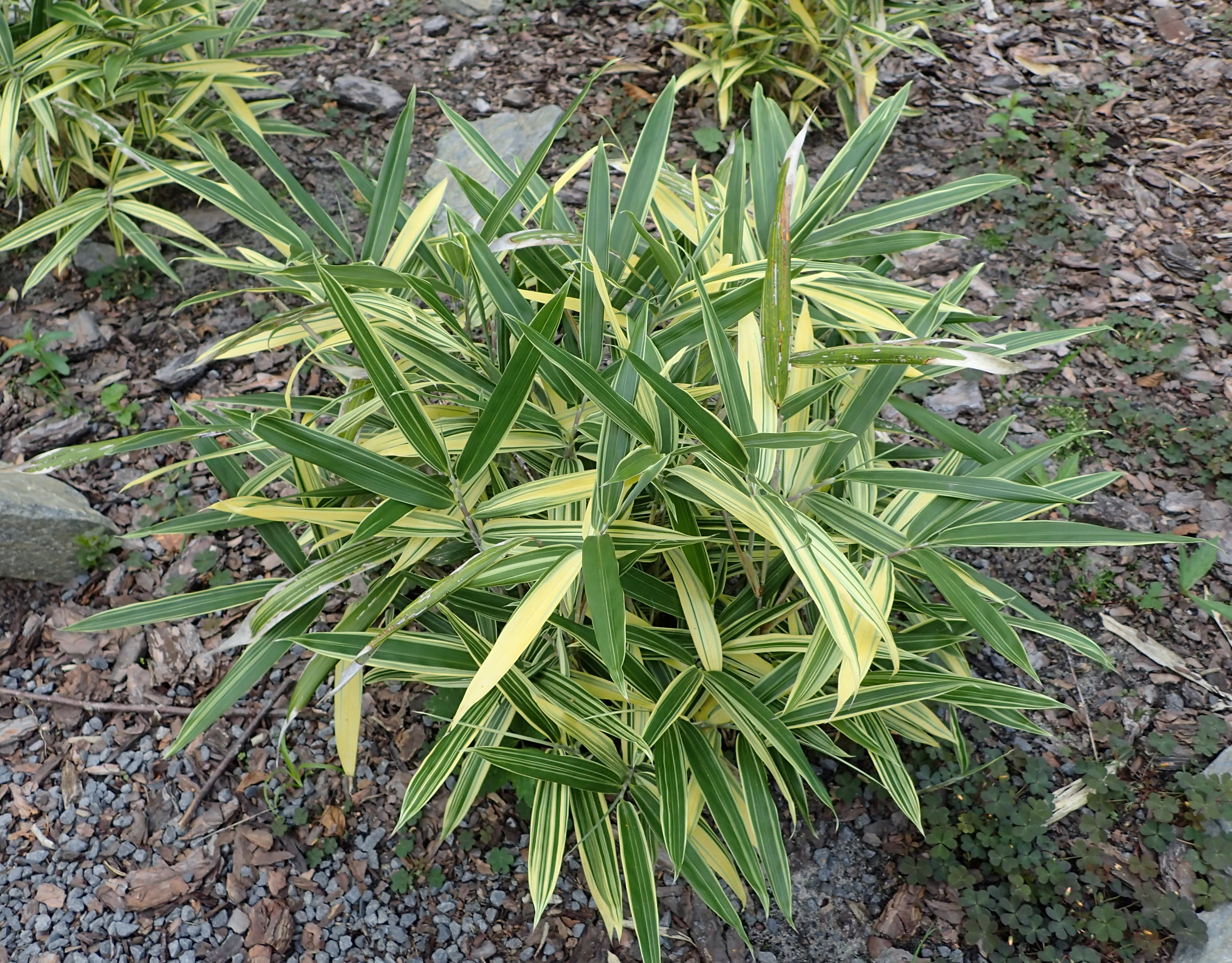
Le foglie
Sasaella masamuneana

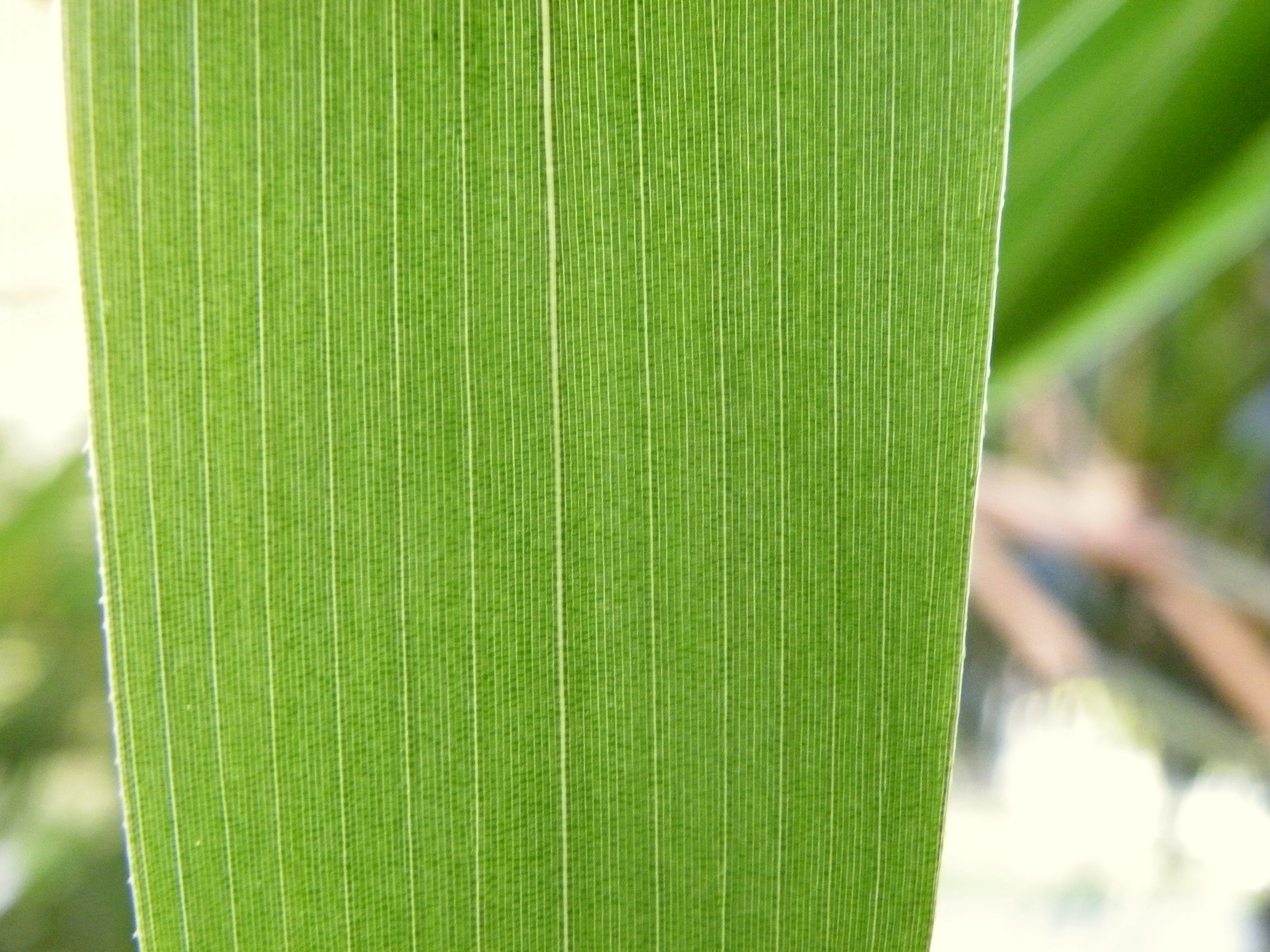
La lama fogliare
Pseudocasa japonica

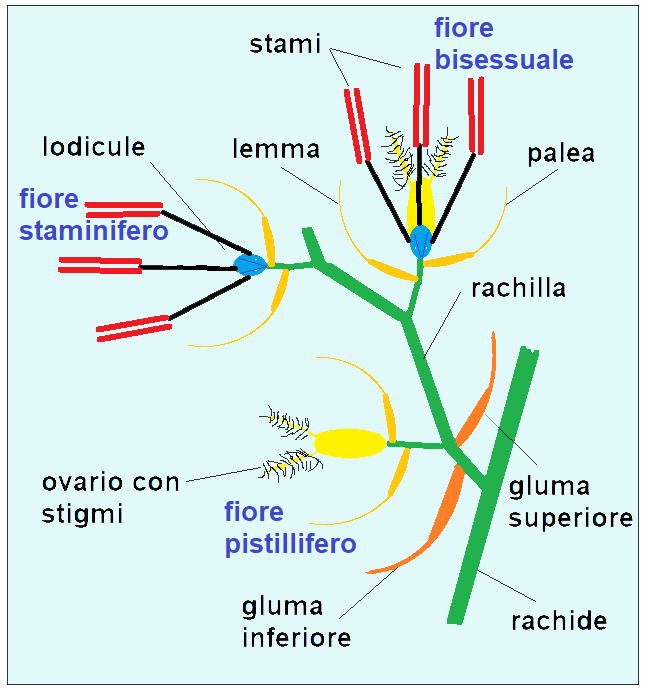
Spighetta generica con tre fiori diversi

- Il portamento delle specie di questo gruppo è arbustivo o arborescente con culmi diffusi, eretti o pendenti. Le radici in genere sono del tipo fascicolato derivate da rizomi sottili e allungati ("leptomorfi"). Gli internodi sono affusolati, a volte scanalati o appiattiti sopra i rami; i nodi sono prominenti (gonfiati). I rami per nodo sono 3 o più (quello centrale a volte è più grande). Queste piante possono essere alte fino a 17 metri.[1][4][5][6][7][8][9][10]
- Le foglie lungo il culmo sono alterne e distiche e si originano dai vari nodi. Sono composte da una guaina, una ligula e una lamina.

- Foglie del culmo: le guaine sono decidue (alcune sono persistenti), a consistenza cartacea e fimbriate; le ligule sono troncate; inoltre hanno oppure no padiglioni auricolari; le lamine hanno un portamento eretto o riflesso, sono allargate con contorno triangolare o lanceolato, o strettamente ovato, o ovato (raramente sono simili ad un cinturino).
- Foglie del fogliame: le lamine hanno oppure no padiglioni auricolari con guaine fimbriate; il contorno delle lame è lanceolato o ellittico o oblungo; le venature sono parallelinervie (quelle trasversali sono poco visibili oppure distinte).

- Infiorescenza principale (sinfiorescenza o semplicemente spiga): le infiorescenze sono oppure no ramificate e in genere sono bratteate. La forma dell'infiorescenza è panicolata.
- Infiorescenza secondaria (o spighetta): le spighette, con pedicello, sono formate da molti fiori (fino a 30) sottesi da due (o tre) brattee chiamate glume (se due sono distinte in inferiore e superiore). Le spighette possono terminare all'apice con dei fiori sterili (da 1 a 4). La forma delle spighette è lineare, compressa lateralmente o sub-affusolata. Alla base di ogni fiore sono presenti due brattee: la palea e il lemma. La disarticolazione avviene sotto ogni fiore fertile. Gli internodi della rachilla sono glabri o pubescenti.

- Le glume:  le glume sono persistenti, più corte delle spighette ed hanno una consistenza cartacea. La gluma abassiale ha delle forme da lanceolate a ovate. Spesso dalle gemme ascellari delle glume si sviluppano delle pseudo-spighette (spighette secondarie) sessili. In altre specie le glume rappresentano una transizione morfologica verso i lemmi sterili prossimali. In alcune specie le glume possono essere assenti.
- Il lemma: il lemma è più grande e più largo delle glume; è inoltre riccamente venato. La forma è ovata; ha una consistenza cartacea o coriacea; è privo di ciglia.
- La palea: la palea è ottusa con 2 carene; è lunga più o meno come il lemma.

- I fiori fertili sono attinomorfi formati da 3 verticilli: perianzio ridotto, androceo  e gineceo.

- Formula fiorale:

- , P 2, A (1-)3(-6), G (2–3) supero, cariosside.

- Il perianzio è ridotto e formato da tre lodicule, delle squame, poco visibili (forse relitto di un verticillo di 3 sepali).

- L'androceo è composto da 3, 4, 5 o 6 stami ognuno con un breve filamento libero, una antera e due teche. Le antere sono basifisse con deiscenza laterale. Il polline è monoporato.

- Il gineceo è composto da 3-(2) carpelli connati formanti un ovario supero. L'ovario, glabro, con forme strettamente ellissoidi o fusiformi, ha un solo loculo con un solo ovulo subapicale (o quasi basale). L'ovulo è anfitropo e semianatropo e tenuinucellato o crassinucellato. Lo stilo, breve, è unico con tre stigmi papillosi.

- I frutti sono del tipo cariosside, ossia sono dei piccoli chicchi indeiscenti, con forme da ovoidi a ellissoidi con becco, con il pericarpo formato da una sottile parete che circonda il singolo seme. In particolare il pericarpo è fuso al seme ed è aderente. L'endocarpo non è indurito e l'ilo è lungo e lineare. L'embrione è provvisto di epiblasto. I margini embrionali della foglia si sovrappongono. La fessura scutellare è assente.

## Biologia
In generale nelle erbe delle Poaceae la fecondazione avviene fondamentalmente tramite l'impollinazione dei fiori per via  anemogama. Gli stigmi piumosi sono una caratteristica importante per catturare meglio il polline aereo.
I semi cadendo a terra, dopo aver eventualmente percorso alcuni metri a causa del vento (dispersione anemocora) sono dispersi soprattutto da insetti tipo formiche (mirmecoria).

## Distribuzione e habitat
La distribuzione delle specie di questo gruppo è soprattutto giapponese e in parte cinese.

## Tassonomia
La famiglia di appartenenza di questo gruppo (Poaceae) comprende circa 650 generi e 9.700 specie (secondo altri Autori 670 generi e 9.500). Con una distribuzione cosmopolita è una delle famiglie più numerose e più importanti del gruppo delle monocotiledoni e di grande interesse economico: tre quarti delle terre coltivate del mondo produce cereali (più del 50% delle calorie umane proviene dalle graminacee). La famiglia è suddivisa in 12 sottofamiglie, il gruppo di questa voce è descritto al'interno della sottofamiglia Bambusoideae (tribù Arundinarieae).

### Filogenesi
La conoscenza filogenetica della tribù Arundinarieae è ancora in via di completamento. Per il momento i botanici (provvisoriamente) dividono la tribù in 12 cladi. Al gruppo di questa voce è assegnato al subclade "Sino Japanese clade" compreso nel sesto clade (Clade VI); è inoltre "gruppo fratello" del subclade "Japan-North American clade". Alcuni autori data la complessità e la carenza di informazioni preferiscono raggruppare i due subcladi "Sino Japanese clade" e "Japan-North American clade" in un unico clade "Arundinaria clade" (Clade VI).
La posizione filogenetica del subclade "Sino Japanese clade" (insieme al clade "Japan-North American") è vicina al clade IV e al clade VIII. Occupa quindi una posizione centrale nella tribù.
In dettaglio:
- Acidosasa è polifiletico. Mentre alcuni botanici hanno posizionato la maggior parte delle specie di questo genere nel Phyllostachys clade, altri studi posizionano le specie Acidosasa purpurea (Hsueh & T.P.Yi) Keng f. e Acidosasa chinensis C.D.Chu & C.S.Chao nel clade di questa voce.
- Indosasa non è monofiletico; potrebbe essere collegato a Sinobambusa.
- Oligostachyum non è monofiletico. Mentre alcuni botanici hanno posizionato la maggior parte delle specie di questo genere nel Phyllostachys clade, altri studi posizionano la specie Oligostachyum shiuyingianum (L.C.Chia & But) G.H.Ye & Z.P.Wang nel clade di questa voce.
- Pleioblastus non è monofiletico. Mentre alcuni botanici hanno posizionato la maggior parte delle specie di questo genere nel Phyllostachys clade, altri studi posizionano alcune specie (P. maculatus, P. japonica, P. chino, P. pygmaeus e P. gramineus) nel clade di questa voce e formano un subclade ben sostenuto. Probabilmente la principale suddivisione filogenetica del genere è dovuta ai due tipi di rizoma presenti nelle specie del genere Pleioblastus (1. rizomi "leptomorfi" monopodiali, corti, spessi e cigliati; 2. rizomi "leptomorfi" allungati e più comuni).
- Pseudosasa è polifiletico. Mentre alcuni botanici hanno posizionato la maggior parte delle specie di questo genere nel Shibataea clade, altri studi posizionano la specie Pseudosasa japonicaMakino nel clade di questa voce.
- Sasaella: Sasaella masamuneana (Makino) Hatus. & Muroi inclusa nel clade "Sino Japanese" in alcune ricerche, viene considerata sinonimo di Sasa masamuneana (Makino) C.S.Chao & Renvoize.
- Semiarundinaria è presente solamente in una ricerca con 4 specie.
- Sinobambusa potrebbe non essere monofiletico; è collegato al genere Indosasa e si distingue per il numero minore di stami (Indosasa ne ha sempre 6; Sinobambusa un numero minore).

Il subclade "Sino Japanese clade" si stima che si sia separato dal "Japan-North American clade" attorno ai 3,0 - 3,4 milioni di anni fa (il primo valore è calcolato con procedure di calibrazione sul DNA; il secondo dato è ricavato dalle analisi dei fossili).
Il cladogramma seguente (provvisorio) è una sintesi basata sugli ultimi studi della tribù Arundinarieae.
|  | Pleioblastus ssp. |
|  |                   |
|  | Sasaela           |
|  |                   |
|  | Semiarundinaria   |
|  |                   |

|  | Pleioblastus ssp. |
|  |                   |
|  | Pseudosasa ssp.   |
|  |                   |

|  | Pleioblastus ssp. |
|  |                   |
|  | Sasaela           |
|  |                   |
|  | Semiarundinaria   |
|  |                   |

|  | Pleioblastus ssp. |
|  |                   |
|  | Pseudosasa ssp.   |
|  |                   |

|  | \| \| Acidosasa \| \| \| \| \| \| Oligostachyum ssp. \| \| \| \| \| \| Sinobambusa \| \| \| \| |
|  |                                                                                                |
|  | Indosasa                                                                                       |
|  |                                                                                                |
|  | Oligostachyum ssp.                                                                             |
|  |                                                                                                |
|  | Pleioblastus ssp.                                                                              |
|  |                                                                                                |
|  | Pseudosasa ssp.                                                                                |
|  |                                                                                                |
|  | Acidosasa                                                                                      |
|  |                                                                                                |
|  | Oligostachyum ssp.                                                                             |
|  |                                                                                                |
|  | Sinobambusa                                                                                    |
|  |                                                                                                |

|  | Acidosasa          |
|  |                    |
|  | Oligostachyum ssp. |
|  |                    |
|  | Sinobambusa        |
|  |                    |

|  | Pleioblastus ssp. |
|  |                   |
|  | Sasaela           |
|  |                   |
|  | Semiarundinaria   |
|  |                   |

|  | Pleioblastus ssp. |
|  |                   |
|  | Pseudosasa ssp.   |
|  |                   |

|  | Pleioblastus ssp. |
|  |                   |
|  | Sasaela           |
|  |                   |
|  | Semiarundinaria   |
|  |                   |

|  | Pleioblastus ssp. |
|  |                   |
|  | Pseudosasa ssp.   |
|  |                   |

|  | \| \| Acidosasa \| \| \| \| \| \| Oligostachyum ssp. \| \| \| \| \| \| Sinobambusa \| \| \| \| |
|  |                                                                                                |
|  | Indosasa                                                                                       |
|  |                                                                                                |
|  | Oligostachyum ssp.                                                                             |
|  |                                                                                                |
|  | Pleioblastus ssp.                                                                              |
|  |                                                                                                |
|  | Pseudosasa ssp.                                                                                |
|  |                                                                                                |
|  | Acidosasa                                                                                      |
|  |                                                                                                |
|  | Oligostachyum ssp.                                                                             |
|  |                                                                                                |
|  | Sinobambusa                                                                                    |
|  |                                                                                                |

|  | Acidosasa          |
|  |                    |
|  | Oligostachyum ssp. |
|  |                    |
|  | Sinobambusa        |
|  |                    |

### Composizione del clade
Il clade si compone di 8 generi e circa 30 specie. Il numero dei generi e delle specie di questo gruppo è provvisorio e attende ulteriori studi per definire meglio la sua circoscrizione. Per le note riguardanti i singoli generi vedere il paragrafo Filogenesi.
| Genere                                        | Specie                                                                     | Distribuzione             |
| --------------------------------------------- | -------------------------------------------------------------------------- | ------------------------- |
| Acidosasa C.D.Chu & C.S.Chao ex Keng f., 1982 | 2                                                                          | Cina meridionale, Vietnam |
| Indosasa McClure, 1940                        | 15                                                                         | Cina e Vietnam            |
| Oligostachyum Z.P.Wang & G.H.Ye, 1982         | Una specie: Oligostachyum shiuyingianum (L.C.Chia & But) G.H.Ye & Z.P.Wang | Cina                      |
| Pleioblastus Nakai, 1925                      | Circa 5                                                                    | Giappone                  |
| Pseudosasa Makino ex Nakai, 1925              | Una specie: Pseudosasa japonicaMakino                                      | Giappone                  |
| Sasaella Makino, 1929                         | Una specie: Sasaella masamuneana (Makino) Hatus. & Muroi                   | Giappone                  |
| Semiarundinaria Makino, 1918                  | 4                                                                          | Giappone                  |
| Sinobambusa Makino ex Nakai, 1925             | ?                                                                          | Cina, Taiwan, Vietnam     |